# Burg Dobeneck
Die Burg Dobeneck ist eine abgegangene Turmhügelburg (Motte) bei Dobeneck, einem heutigen Stadtteil von Rehau im Landkreis Hof in Bayern.
Die Burg Dobeneck wurde bereits 869 erstmals erwähnt und war Stammsitz der Herren von Dobeneck.
Von der ehemaligen Mottenanlage ist nichts erhalten.